# LHJMQ 2021/22
Die LHJMQ-Saison 2021/22 war die 53. Spielzeit der Ligue de hockey junior majeur du Québec (LHJMQ). Die reguläre Saison, die nach zwei durch die COVID-19-Pandemie verkürzten Spielzeiten wieder mit den üblichen 68 Partien pro Team ausgetragen wurde, begann am 1. Oktober 2021 und endete am 1. Mai 2022 mit dem Gewinn der Trophée Jean Rougeau als punktbestes Team durch die Québec Remparts. Im Anschluss folgten die Playoffs um die Coupe du Président, die sich durch ein 4:1 über die Charlottetown Islanders im Endspiel die Shawinigan Cataractes sicherten.

## Reguläre Saison

### Platzierungen
Abkürzungen: GP = Spiele, W = Siege, L = Niederlagen, OTL = Niederlage nach Overtime, SOL = Niederlage nach Shootout, GF = Erzielte Tore, GA = Gegentore, Pts = Punkte

Erläuterungen:   = Playoff-Qualifikation,  = Conference-Sieger,  = Trophée-Jean-Rougeau-Gewinner

#### Eastern Conference
| Maritimes Division           | GP | W  | L  | OTL | SOL | GF  | GA  | Pts |
| ---------------------------- | -- | -- | -- | --- | --- | --- | --- | --- |
| Charlottetown Islanders      | 68 | 48 | 13 | 7   | 0   | 283 | 179 | 103 |
| Saint John Sea Dogs          | 68 | 47 | 17 | 1   | 3   | 311 | 201 | 98  |
| Acadie-Bathurst Titan        | 68 | 40 | 22 | 3   | 3   | 280 | 211 | 86  |
| Halifax Mooseheads           | 68 | 38 | 28 | 1   | 1   | 272 | 272 | 78  |
| Moncton Wildcats             | 68 | 28 | 31 | 6   | 3   | 208 | 273 | 65  |
| Cape Breton Screaming Eagles | 68 | 14 | 47 | 4   | 3   | 183 | 335 | 35  |

| East Division         | GP | W  | L  | OTL | SOL | GF  | GA  | Pts |
| --------------------- | -- | -- | -- | --- | --- | --- | --- | --- |
| Québec Remparts       | 68 | 51 | 15 | 2   | 0   | 302 | 175 | 104 |
| Rimouski Océanic      | 68 | 33 | 26 | 5   | 4   | 228 | 204 | 75  |
| Chicoutimi Saguenéens | 68 | 27 | 35 | 1   | 5   | 206 | 264 | 60  |
| Baie-Comeau Drakkar   | 68 | 24 | 35 | 4   | 5   | 201 | 247 | 57  |

#### Western Conference
| Central Division         | GP | W  | L  | OTL | SOL | GF  | GA  | Pts |
| ------------------------ | -- | -- | -- | --- | --- | --- | --- | --- |
| Sherbrooke Phoenix       | 68 | 46 | 17 | 2   | 3   | 274 | 202 | 97  |
| Shawinigan Cataractes    | 68 | 40 | 24 | 1   | 3   | 235 | 190 | 84  |
| Drummondville Voltigeurs | 68 | 28 | 25 | 9   | 6   | 214 | 252 | 71  |
| Victoriaville Tigres     | 68 | 25 | 36 | 4   | 3   | 176 | 251 | 57  |

| West Division                | GP | W  | L  | OTL | SOL | GF  | GA  | Pts |
| ---------------------------- | -- | -- | -- | --- | --- | --- | --- | --- |
| Gatineau Olympiques          | 68 | 39 | 15 | 11  | 3   | 248 | 193 | 92  |
| Blainville-Boisbriand Armada | 68 | 30 | 29 | 5   | 4   | 225 | 259 | 69  |
| Rouyn-Noranda Huskies        | 68 | 28 | 35 | 1   | 4   | 190 | 256 | 61  |
| Val-d’Or Foreurs             | 68 | 26 | 35 | 6   | 1   | 226 | 298 | 59  |

### Beste Scorer
Abkürzungen: GP = Spiele, G = Tore, A = Assists, Pts = Punkte, +/− = Plus/Minus, PIM = Strafminuten; Fett: Bestwert
| Spieler        | Team                                             | GP | G  | A  | Pts | +/− | PIM |
| -------------- | ------------------------------------------------ | -- | -- | -- | --- | --- | --- |
| Joshua Roy     | Sherbrooke Phoenix                               | 66 | 51 | 68 | 119 | +43 | 22  |
| William Dufour | Saint John Sea Dogs                              | 66 | 56 | 60 | 116 | +52 | 40  |
| Jordan Dumais  | Halifax Mooseheads                               | 68 | 39 | 70 | 109 | +7  | 6   |
| Xavier Parent  | Sherbrooke Phoenix                               | 65 | 51 | 55 | 106 | +32 | 77  |
| Patrick Guay   | Charlottetown Islanders                          | 68 | 55 | 49 | 104 | +53 | 42  |
| Josh Lawrence  | Saint John Sea Dogs                              | 68 | 31 | 70 | 101 | +52 | 16  |
| Riley Kidney   | Acadie-Bathurst Titan                            | 66 | 30 | 70 | 100 | +13 | 56  |
| Zachary Bolduc | Québec Remparts                                  | 65 | 55 | 44 | 99  | +53 | 36  |
| Théo Rochette  | Québec Remparts                                  | 66 | 33 | 66 | 99  | +56 | 28  |
| Simon Pinard   | Blainville-Boisbriand Armada Gatineau Olympiques | 67 | 44 | 47 | 91  | +16 | 34  |

### Beste Torhüter
Die kombinierte Tabelle zeigt die jeweils drei besten Torhüter in den Kategorien Gegentorschnitt und Fangquote sowie die jeweils Führenden in den Kategorien Shutouts und Siege.
Abkürzungen: GP = Spiele, Min = Eiszeit (in Minuten), W = Siege, L = Niederlagen, OTL = Overtime/Shootout-Niederlagen, GA = Gegentore, SO = Shutouts, Sv% = gehaltene Schüsse (in %), GAA = Gegentorschnitt; Fett: Bestwert; Sortiert nach Gegentorschnitt. Erfasst werden nur Torhüter mit 1632 absolvierten Spielminuten.
| Spieler                  | Team                  | GP | Min     | W  | L  | OTL | GA  | SO | Sv%  | GAA  |
| ------------------------ | --------------------- | -- | ------- | -- | -- | --- | --- | -- | ---- | ---- |
| Charles-Antoine Lavallée | Shawinigan Cataractes | 30 | 1651:35 | 18 | 8  | 1   | 66  | 2  | 91,2 | 2,40 |
| Fabio Iacobo             | Québec Remparts       | 38 | 2205:04 | 28 | 7  | 2   | 89  | 1  | 89,5 | 2,42 |
| William Rousseau         | Québec Remparts       | 32 | 1882:14 | 23 | 8  | 0   | 77  | 3  | 89,9 | 2,45 |
| Thomas Couture           | Saint John Sea Dogs   | 40 | 2208:51 | 29 | 6  | 2   | 93  | 2  | 91,5 | 2,53 |
| Samuel Richard           | Rouyn-Noranda Huskies | 47 | 2762:58 | 24 | 18 | 1   | 124 | 5  | 91,8 | 2,69 |
| Nathan Darveau           | Victoriaville Tigres  | 37 | 2102:46 | 14 | 18 | 1   | 109 | 2  | 91,7 | 3,11 |
| Olivier Adam             | Baie-Comeau Drakkar   | 48 | 2739:13 | 18 | 23 | 3   | 142 | 6  | 90,7 | 3,11 |

## Playoffs

### Playoff-Baum
|  | 1. Runde                                                              | 1. Runde                     | 1. Runde              |    | Viertelfinale                | Viertelfinale   | Viertelfinale |                         | Halbfinale         | Halbfinale | Halbfinale |  |  | Coupe-du-Président-Finale | Coupe-du-Président-Finale | Coupe-du-Président-Finale |
|  |                                                                       |                              |                       |    |                              |                 |               |                         |                    |            |            |  |  |                           |                           |                           |
|  | E1                                                                    | Québec Remparts              | 3                     |    | E1                           | Québec Remparts | 3             |                         |                    |            |            |  |  |                           |                           |                           |
|  | E8                                                                    | Chicoutimi Saguenéens        | 0                     | E6 | Rimouski Océanic             | 1               |               |                         |                    |            |            |  |  |                           |                           |                           |
|  |                                                                       |                              |                       |    |                              |                 |               |                         |                    |            |            |  |  |                           |                           |                           |
|  | E2                                                                    | Charlottetown Islanders      | 3                     |    |                              |                 |               |                         |                    |            |            |  |  |                           |                           |                           |
|  | E7                                                                    | Moncton Wildcats             | 0                     |    |                              |                 |               |                         |                    |            |            |  |  |                           |                           |                           |
|  | E7                                                                    | Moncton Wildcats             | 0                     | 1  | Québec Remparts              | 2               |               |                         |                    |            |            |  |  |                           |                           |                           |
|  |                                                                       |                              |                       | 1  | Québec Remparts              | 2               |               |                         |                    |            |            |  |  |                           |                           |                           |
|  | 7                                                                     | Shawinigan Cataractes        | 3                     |    |                              |                 |               |                         |                    |            |            |  |  |                           |                           |                           |
|  | 7                                                                     | Shawinigan Cataractes        | 3                     | E3 | Saint John Sea Dogs          | 2               |               |                         |                    |            |            |  |  |                           |                           |                           |
|  |                                                                       |                              |                       | E3 | Saint John Sea Dogs          | 2               |               |                         |                    |            |            |  |  |                           |                           |                           |
|  | E6                                                                    | Rimouski Océanic             | 3                     |    |                              |                 |               |                         |                    |            |            |  |  |                           |                           |                           |
|  |                                                                       |                              |                       |    |                              |                 |               |                         |                    |            |            |  |  |                           |                           |                           |
|  | E4                                                                    | Acadie-Bathurst Titan        | 3                     | E2 | Charlottetown Islanders      | 3               |               |                         |                    |            |            |  |  |                           |                           |                           |
|  | E5                                                                    | Halifax Mooseheads           | 2                     | E4 | Acadie-Bathurst Titan        | 0               |               |                         |                    |            |            |  |  |                           |                           |                           |
|  | E5                                                                    | Halifax Mooseheads           | 2                     | E4 | Acadie-Bathurst Titan        | 0               | 2             | Charlottetown Islanders | 1                  |            |            |  |  |                           |                           |                           |
|  | (Die Teams werden nach der ersten und der zweiten Runde neu gesetzt.) |                              |                       |    |                              |                 | 2             | Charlottetown Islanders | 1                  |            |            |  |  |                           |                           |                           |
|  |                                                                       | 7                            | Shawinigan Cataractes | 4  |                              |                 |               |                         |                    |            |            |  |  |                           |                           |                           |
|  | W1                                                                    | 7                            | Shawinigan Cataractes | 4  | Sherbrooke Phoenix           | 3               |               | W1                      | Sherbrooke Phoenix | 3          |            |  |  |                           |                           |                           |
|  | W1                                                                    |                              |                       |    | Sherbrooke Phoenix           | 3               |               | W1                      | Sherbrooke Phoenix | 3          |            |  |  |                           |                           |                           |
|  | E9                                                                    | Baie-Comeau Drakkar          | 1                     | W5 | Blainville-Boisbriand Armada | 0               |               |                         |                    |            |            |  |  |                           |                           |                           |
|  |                                                                       |                              |                       |    |                              |                 |               |                         |                    |            |            |  |  |                           |                           |                           |
|  | W2                                                                    | Gatineau Olympiques          | 3                     |    |                              |                 |               |                         |                    |            |            |  |  |                           |                           |                           |
|  | W7                                                                    | Val-d’Or Foreurs             | 1                     |    |                              |                 |               |                         |                    |            |            |  |  |                           |                           |                           |
|  | W7                                                                    | Val-d’Or Foreurs             | 1                     | 2  | Charlottetown Islanders      | 3               |               |                         |                    |            |            |  |  |                           |                           |                           |
|  |                                                                       |                              |                       | 2  | Charlottetown Islanders      | 3               |               |                         |                    |            |            |  |  |                           |                           |                           |
|  | 4                                                                     | Sherbrooke Phoenix           | 1                     |    |                              |                 |               |                         |                    |            |            |  |  |                           |                           |                           |
|  | 4                                                                     | Sherbrooke Phoenix           | 1                     | W3 | Shawinigan Cataractes        | 3               |               |                         |                    |            |            |  |  |                           |                           |                           |
|  |                                                                       |                              |                       | W3 | Shawinigan Cataractes        | 3               |               |                         |                    |            |            |  |  |                           |                           |                           |
|  | W6                                                                    | Rouyn-Noranda Huskies        | 0                     |    |                              |                 |               |                         |                    |            |            |  |  |                           |                           |                           |
|  |                                                                       |                              |                       |    |                              |                 |               |                         |                    |            |            |  |  |                           |                           |                           |
|  | W4                                                                    | Drummondville Voltigeurs     | 1                     | W2 | Gatineau Olympiques          | 0               |               |                         |                    |            |            |  |  |                           |                           |                           |
|  | W5                                                                    | Blainville-Boisbriand Armada | 3                     | W3 | Shawinigan Cataractes        | 3               |               |                         |                    |            |            |  |  |                           |                           |                           |

### Coupe-du-Président-Sieger
| Coupe-du-Président-Sieger Shawinigan Cataractes | Torhüter: Zachary Émond, Samuel Harvey Verteidiger: Angus Booth, Lou-Félix Denis, Martin Haš, Zachary Massicotte, Isaac Ménard, Loris Rafanomezantsoa, Jordan Tourigny, Angreifer: Daniel Agostino, Charles Beaudoin, Alexis Bonefon, Xavier Bourgault, Mavrik Bourque, Lorenzo Canonica, Anthony Di Cesare, Pierrick Dubé, Natan Éthier, Jacob Lafontaine, Maximilien Ledoux, Olivier Nadeau, William Veillette, Charles-Olivier Villeneuve Cheftrainer: Daniel Renaud |

### Beste Scorer
Abkürzungen: GP = Spiele, G = Tore, A = Assists, Pts = Punkte, +/− = Plus/Minus, PIM = Strafminuten; Fett: Bestwert
| Spieler          | Team                    | GP | G  | A  | Pts | +/– | PIM |
| ---------------- | ----------------------- | -- | -- | -- | --- | --- | --- |
| Patrick Guay     | Charlottetown Islanders | 15 | 13 | 15 | 28  | +9  | 8   |
| Mavrik Bourque   | Shawinigan Cataractes   | 16 | 9  | 16 | 25  | +17 | 8   |
| Joshua Roy       | Sherbrooke Phoenix      | 11 | 8  | 15 | 23  | +10 | 0   |
| Xavier Bourgault | Shawinigan Cataractes   | 16 | 12 | 10 | 22  | +12 | 10  |
| Xavier Parent    | Sherbrooke Phoenix      | 11 | 9  | 13 | 22  | +8  | 12  |
| Lukas Cormier    | Charlottetown Islanders | 15 | 8  | 13 | 21  | +13 | 14  |
| Xavier Simoneau  | Charlottetown Islanders | 14 | 4  | 17 | 21  | +4  | 17  |
| Brett Budgell    | Charlottetown Islanders | 15 | 12 | 8  | 20  | +7  | 30  |
| Jakub Brabenec   | Charlottetown Islanders | 15 | 5  | 14 | 19  | +9  | 14  |
| Pierrick Dubé    | Shawinigan Cataractes   | 16 | 12 | 6  | 18  | +2  | 22  |

### Beste Torhüter
Die kombinierte Tabelle zeigt die jeweils drei besten Torhüter in den Kategorien Gegentorschnitt und Fangquote sowie die jeweils Führenden in den Kategorien Shutouts und Siege.
Abkürzungen: GP = Spiele, Min = Eiszeit (in Minuten), W = Siege, L = Niederlagen, OTL = Overtime/Shootout-Niederlagen, GA = Gegentore, SO = Shutouts, Sv% = gehaltene Schüsse (in %), GAA = Gegentorschnitt; Fett: Bestwert; Sortiert nach Gegentorschnitt. Erfasst werden nur Torhüter mit 243 absolvierten Spielminuten.
| Spieler                  | Team                         | GP | Min    | W  | L | OTL | GA | SO | Sv%  | GAA  |
| ------------------------ | ---------------------------- | -- | ------ | -- | - | --- | -- | -- | ---- | ---- |
| Charles-Antoine Lavallée | Shawinigan Cataractes        | 5  | 249:22 | 4  | 0 | 0   | 8  | 0  | 92,7 | 1,92 |
| William Rousseau         | Québec Remparts              | 8  | 499:14 | 5  | 1 | 2   | 18 | 0  | 92,2 | 2,16 |
| Thomas Couture           | Saint John Sea Dogs          | 5  | 244:53 | 2  | 2 | 0   | 9  | 0  | 90,1 | 2,21 |
| Francesco Lapenna        | Charlottetown Islanders      | 15 | 908:22 | 10 | 1 | 4   | 36 | 2  | 90,8 | 2,38 |
| Antoine Coulombe         | Shawinigan Cataractes        | 13 | 761:51 | 9  | 3 | 0   | 31 | 2  | 92,1 | 2,44 |
| Charles-Édward Gravel    | Blainville-Boisbriand Armada | 6  | 353:32 | 3  | 3 | 0   | 15 | 0  | 92,3 | 2,55 |

## Auszeichnungen

### All-Star-Teams
| First All-Star-Team |                                            |
| Angriff:            | William Dufour – Patrick Guay – Joshua Roy |
| Verteidigung:       | Lukas Cormier – Miguël Tourigny            |
| Tor:                | Samuel Richard                             |

| Second All-Star-Team |                                                |
| Angriff:             | Zachary Bolduc – Jordan Dumais – Xavier Parent |
| Verteidigung:        | Vincent Sévigny – William Villeneuve           |
| Tor:                 | Jan Bednář                                     |

### All-Rookie-Team
| All-Rookie-Team |                                                      |
| Angriff:        | Maxim Barbaschew – Jakub Brabenec – Mathieu Cataford |
| Verteidigung:   | Niks Fenenko – David Špaček                          |
| Tor:            | Nathan Darveau                                       |

### Vergebene Trophäen
| Auszeichnung              | Auszeichnung             | Team                    |
| ------------------------- | ------------------------ | ----------------------- |
| Coupe du Président        | Coupe du Président       | Shawinigan Cataractes   |
| Trophée Jean Rougeau      | Trophée Jean Rougeau     | Québec Remparts         |
| Trophée Luc Robitaille    | Trophée Luc Robitaille   | Saint John Sea Dogs     |
| Trophée Robert LeBel      | Trophée Robert LeBel     | Québec Remparts         |
| Auszeichnung              | Spieler                  | Team                    |
| Trophée Michel Brière     | William Dufour           | Saint John Sea Dogs     |
| Trophée Jean Béliveau     | Joshua Roy               | Sherbrooke Phoenix      |
| Trophée Guy Lafleur       | Mavrik Bourque           | Shawinigan Cataractes   |
| Trophée Jacques Plante    | Charles-Antonie Lavallée | Shawinigan Cataractes   |
| Trophée Guy Carbonneau    | Jacob Gaucher            | Baie-Comeau Drakkar     |
| Trophée Émile Bouchard    | Lukas Cormier            | Charlottetown Islanders |
| Trophée Kevin Lowe        | Noah Laaouan             | Charlottetown Islanders |
| Trophée Michael Bossy     | Nathan Gaucher           | Québec Remparts         |
| Coupe RDS                 | Jakub Brabenec           | Charlottetown Islanders |
| Trophée Michel Bergeron   | Jakub Brabenec           | Charlottetown Islanders |
| Trophée Raymond Lagacé    | David Špaček             | Sherbrooke Phoenix      |
| Trophée Frank J. Selke    | Jordan Dumais            | Halifax Mooseheads      |
| Plaque joueur humanitaire | Brett Budgell            | Charlottetown Islanders |
| Trophée Marcel Robert     | Charlie Truchon          | Québec Remparts         |
| Trophée Paul Dumont       | Joshua Roy               | Sherbrooke Phoenix      |
| Trophée Ron Lapointe      | Jim Hulton               | Charlottetown Islanders |
| Trophée Maurice Filion    | Patrick Roy              | Québec Remparts         |